# Anacleto Altigieri
Anacleto Altigieri (Oriolo Romano, 27 luglio 1949 – Oriolo Romano, 4 gennaio 2016) è stato un rugbista a 15 italiano, in carriera attivo nel ruolo di pilone sinistro e 27 volte internazionale per l'Italia.

## Biografia
Cresciuto a Oriolo Romano nella fattoria di famiglia, e sportivamente nel Viterbo, si arruolò in Polizia ed entrò nel gruppo sportivo delle Fiamme Oro a Padova, con cui esordì in serie A.
Messosi quasi subito in luce come pilone di sicuro affidamento, fu convocato nel 1973 per il primo grande tour della nazionale italiana, in Africa meridionale, nel corso del quale debuttò a livello internazionale a Salisbury il 16 giugno contro la Rhodesia e andò a formare con il pilone destro Ambrogio Bona e il tallonatore Paolo Paoletti una prima linea che negli ambienti rugbistici assunse la stessa iconicità del trittico difensivo calcistico Sarti-Burgnich-Facchetti dell'Inter del decennio precedente.
Tornato alla vita civile dopo il congedo dalle forze dell'ordine fu ingaggiato dal Rugby Roma dove ritrovò il suo compagno di nazionale Ambrogio Bona in prima linea; con il club bianconero disputò 144 incontri ufficiali.
In Nazionale prese parte a quattro edizioni della Coppa FIRA tra il 1973 e il 1979; il suo ultimo incontro per l'Italia fu una sconfitta per 0-44 a Bucarest contro la Romania, all'epoca il peggior passivo internazionale degli Azzurri.
Rientrato a Oriolo dove, alla fattoria di famiglia, era annesso un ristorante che lui in prima persona gestiva, disputò la sua ultima partita nelle file della locale squadra che per l'occasione schierò contemporaneamente lui, suo fratello Antonio e suo figlio Alberto, all'epoca sedicenne.
Morì nella sua cittadina natale il 4 gennaio 2016 a 66 anni; in suo onore è intitolato al suo nome il campo del rugby di Oriolo Romano.